# Плюсская волость
Плюсская волость — бывшие (c 1995 до 2015) административно-территориальная единица 3-го уровня и (с 2006 до 2015) муниципальное образование со статусом сельского поселения в Плюсском районе Псковской области России. До 1995 года — Плюсский сельсовет.
Административный центр — посёлок городского типа (рабочий посёлок) Плюсса, который, как отдельное городское поселение, не входил в состав волости.

## География
Территория волости занимала среднюю часть района и граничила на западе с Лядской, на востоке — с Запольской волостью Плюсского района; на юге — со Стругокрасненским районом Псковской области, на севере — с Ленинградской областью.
На территории волости располагалось озеро Долгое (1,7 км², глубиной до 21,3 м) и др.

## Население
| 2002 | 2010  | 2012  | 2013  | 2014  | 2015  |
| ---- | ----- | ----- | ----- | ----- | ----- |
| 1354 | ↗1659 | ↗1701 | ↗1703 | ↘1684 | ↘1588 |

## Населённые пункты
В состав Плюсской волости входили 68 деревень: Бутырьки, Бабачи, Большой Лужок, Вялки, Волосово, Гривцево, Городони, Дубок, Демьяново, Которск, Курея, Курино, Кулотино, Кошелевицы, Крошново, Лющик, Лешевицы, Лямцево, Модолицы, Манкошев Луг, Малое Захонье, Малый Лужок, Окрино, Погорелово, Петрилово, Пряслино, Расскосы, Ретени, Симоново, Тушитово, Усконицы, Ясновик, Нежадово, Бори, Вир, Вяжище-1, Вяжище-2, Грязково, Заполье, Заозерье, Звягино, Клинки, Кондратово, Лышницы, Лядинки, Ренек, Ровницы, Самохвалово, Стаи, Толошницы, Трошково, Утичье, Должицы, Большое Захонье, Быково, Волково, Вязка, Дубровка, Загромотье, Зеленско, Козлово, Обрядиха, Овинец, Погребище, Посолодино, Радовье, Сутыли, Терешинка.

## История
Территория этой волости в 1927 году вошла в Лядский район в виде ряда сельских советов, в том числе Плюсского-I и Плюсского-II сельсоветов. В ноябре 1928 года Плюсский-I, Плюсский-II и Захонский сельсоветы были объединены в Плюсский сельсовет.  С 1932 до 1935 годы Плюсский, Которский, Модолицкий и Сеглицкий сельсоветы временно входили в Лужский район, Должицкий, Грязковский и Волковский сельсоветы — в Лядский район, Вязковский сельсовет — в Стругокрасненский район.
Указом Президиума Верховного Совета РСФСР от 16 июня 1954 года в Плюсский сельсовет был включён Которский сельсовет, в Нежадовский сельсовет был включён Грязковский сельсовет, в Должицкий сельсовет были включены Большезахонский, Волковский и Вязковский сельсоветы.
Решением Псковского облисполкома от 20 сентября 1956 года в Плюсский сельсовет был включён Сеглицкий сельсовет, а из части территорий  Плюсского, Запольского и Модолицкого сельсоветов вновь был выделен Которский сельсовет. Решением Псковского облисполкома от 24 декабря 1959 года в Плюсский сельсовет был включён Модолицкий сельсовет, а Которский сельсовет был снова упразднён и поделён между  Плюсским и Запольским сельсоветами.
С 1963 до 1965 годы территория Плюсского района с его сельсоветами временно входила в Стругокрасненский район.
Решением Псковского облисполкома от 5 марта 1971 года село Плюсса было отнесено к категории рабочего посёлка (посёлка городского типа), из Плюсского сельского совета был выделен самостоятельный Плюсский поселковый совет.
Постановлением Псковского областного Собрания депутатов от 26 января 1995 года все сельсоветы в Псковской области были переименованы в волости, в том числе Плюсский сельсовет был превращён в Плюсскую волость.
Законом Псковской области от 28 февраля 2005 года в границах Должицкой, Нежадовской и Плюсской волостей было образовано укрупнённое муниципальное образование Плюсская волость со статусом сельского поселения с 1 января 2006 года в составе муниципального образования Плюсский район со статусом муниципального района.
Согласно Закону Псковской области от 30 марта 2015 года № 1508-ОЗ «О преобразовании муниципальных образований», Плюсская волость была упразднена и включена в городское поселение Плюсса с центром в рабочем посёлке Плюсса.